# すくすくぽん!
『すくすくぽん!』は、1991年4月8日から2023年3月26日まで東海テレビで朝に放送されていた子供番組である。愛称は「すくぽん!」。中央出版の一社提供番組だった。

## 概要
毎回東海3県各地の幼稚園や保育園で収録を行っている番組で、2021年4月の放送で30周年を迎えた長寿番組であった。当初は平日朝の帯番組として放送されていたが、2004年10月以降は週末（2018年3月までは土曜、同年4月からは日曜）の朝に放送された。
本番組は、かつては園児たちが大魔王率いる番組オリジナルのキャラクターたちと歌と踊りで対決するという内容で放送されていた。彼らの対決の勝敗の判定基準は、平日朝の帯番組時代には大魔王が決めていたが、土曜朝の放送に変わってからは園児の保護者たちによる拍手の数で決められるようになった。そのため、大魔王たちは以後一度たりとも園児たちに勝ったことはなく、勝敗を決める意味があまりなくなっていった。保護者たちは事前に大魔王たちには拍手をしないようにとの指示を受けていたが、稀に間違えて彼らに拍手を送る保護者もいた。本来ならこれはNGであるが、なぜかその様子がそのまま流されることがあった。その際には、大魔王からお礼の言葉が贈られることもあった。このように最初から園児たちが勝つことは決まっていたのだが、番組内の設定では飽くまで彼らは真剣勝負をしているということになっていた。番組関連曲『すくぽん対決 はじめるぞ!』の曲中映像では、大魔王たちが日夜踊りのレッスンやトレーニングなどに明け暮れる場面が流れていた。
また、同じく平日朝の帯番組時代には、曜日によって人形劇を放送していた時期もあった。
2008年4月5日放送分で行われたリニューアル後は、フジテレビの子供向け番組『ウゴウゴルーガ』のように多彩な内容を扱う番組となった（大魔王たち4体のキャラクターは、引き続き番組に出演）。
2022年4月より全面リニューアルがなされ、総合司会にチョコレートプラネットが就任。
2023年3月26日に最終回を迎えた。

## 放送時間
時刻はいずれも日本標準時。
本番組は当初、平日朝のミニ番組として放送されていた。
2004年10月に土曜朝の時間帯へ移動。以後は週に1回の放送になったが、代わりに放送時間が15分に延長された。半年後の2005年4月に、フジテレビ系全国ネット番組『めざましどようび』の放送時間が7:00 - 8:30から6:30 - 8:30へと拡大したが、東海テレビでは2004年10月以降は6:45 - 7:00の時間帯に本番組が放送されている関係で、『めざましどようび』は7:00からの飛び乗り放送をするという形になっていた。ただし、2013年 - 2015年、2017年の『めざましどようび』の年内最終放送については、本番組を休止しフルネットの放送を行った。
2008年4月に行われた番組のリニューアルにより、翌年3月までの1年間は放送時間を2分繰り上げて拡大していた。
2018年4月より日曜朝6:15枠に移動。これに伴い、『めざましどようび』はフルネットに移行。

### 放送時間の変遷
| 期間       | 期間       | 放送時間（日本時間）       |
| ---------- | ---------- | -------------------------- |
| 1991.04.08 | 1991.09.30 | 平日 06:56 - 07:00（04分） |
| 1991.10.01 | 1992.09.30 | 平日 07:40 - 07:45（05分） |
| 1992.10.01 | 1993.09.30 | 平日 07:55 - 08:00（05分） |
| 1993.10.01 | 1994.03.31 | 平日 07:25 - 07:30（05分） |
| 1994.04.01 | 2001.09.28 | 平日 06:56 - 06:59（03分） |
| 2001.10.01 | 2004.10.01 | 平日 07:57 - 08:00（03分） |
| 2004.10.02 | 2008.03.29 | 土曜 06:45 - 07:00（15分） |
| 2008.04.05 | 2009.03.28 | 土曜 06:43 - 07:00（17分） |
| 2009.04.04 | 2018.03.31 | 土曜 06:45 - 07:00（15分） |
| 2018.04.08 | 2023.03.26 | 日曜 06:15 - 06:30（15分） |

## キャラクター
歌と踊りによって地球侵略をしに来た宇宙人という設定。2008年4月の番組リニューアル以前の彼らは、毎回幼稚園や保育園に出向いては園児たちと勝負をしていたが、一度も勝ったことはない。番組リニューアルによって彼らがメインを務めるコーナーが廃止されてからも、踊りのコーナーに出演していた。
大魔王（大アラシ）
すくすくぽんチームのリーダーで審判役。いつもいばっている。短い剣のような物をいつも持っている。黒色。
キンチャック
大魔王第一の側近。腰が低い。青色。
ハチャマン
元気な男の子で、いたずら好き。緑色。
モモコ
女の子。甘いものが大好き、子供も大好き。ピンク。

## コーナー

### 現在実施中のコーナー
いずれも、2008年4月の番組リニューアル時より始まったコーナー。
スクポンチアーズ
子供たちで結成されたチアダンスチームが幼稚園や保育園を訪れ、そこの園児たちとダンスを踊るコーナー。番組リニューアル前にメインを務めていた4体のキャラクターもこのコーナーで登場するが、彼らはその当時のような目立った行動は取っておらず、また、園児たちと勝負をすることもない。コーナー開始当初はダンスの振り付けやポンポンの作り方を紹介するサブコーナーを設けていたが、2009年の時点では既に行っていなかった。代わりに、番組公式サイト内で動画を配信している。その後、一般投稿のビデオを募集し、それらを紹介するサブコーナーが追加された。
ヘンリー
緑色のテレビを模したキャラクター・ヘンリーが、毎回6 - 7人の園児たちに音だけでそれが何かを当てるクイズを出すコーナー。問題は幼稚園児にはやや難易度の高いものが多く、正解発表時のヘンリーのコメントもまた子供には分かりにくいものであることが多い。
ことばまぜまぜ
文字の順序を入れ換えてできた言葉（いわゆるアナグラム）を映像で再現するコーナー。
ララトーン おうちオーケストラ
音楽グループLullatone（ララトーン）の2人が身の回りにあるもので楽器を作って演奏するコーナー。
がんばれ!花田くん
巨大な鼻のキャラクター・花田くんが主人公のショートアニメ。毎回2話ずつ放送される。
が〜まるちょば
が〜まるちょばの2人（解散して現在は1人）がパントマイムなどで面白映像を披露するコーナー。逆動作、スローモーション動作、逆さ映像などが登場するが、撮影はすべて実写で、映像合成などを一切行わずに表現している。

### 終了したコーナー
親子しりとり対局
一般公募で選ばれた親子が、制限時間以内に何度しりとりを続けられるかを競っていた。50音に属する文字をそれぞれ1度ずつしか使えないというルールがあった。
もんじゃおう
一般公募で選ばれた親子によるコーナーで、子供が自分の父親に肩もみやマッサージをしてあげる。

## オリジナルの歌と踊り
番組オリジナルの歌はキー局・フジテレビの子会社であるポニーキャニオンによってCD化されている。このうちの何作品かは東海テレビのアナウンサーが歌っている。
- すくすくぽん!たいそう - 振り付けはラッキィ池田が担当。
- ららら♪たんじょうび
- Let's Try! Go! Go! 〜失敗なんて気にしない〜 - この曲は月曜・放送開始前のテストパターンのBGMにも使用されている。
- ボールキッズたいそう
- おでかけわくわく
- ピカピカ・ロックンロール

## すくすくぽん!SP
- すくすくぽん!スペシャル 鈴木福くん3兄弟!いのちの楽園滞在記（2016年9月24日）

出演：鈴木福、鈴木夢、鈴木楽
- すくすくぽん!夏休みSP海の音で大冒険 in 日間賀島（2017年8月19日）

- すくすくぽん!SP 世界遺産・屋久島 海と森の大自然旅（2018年8月18日）

出演：加藤清史郎、加藤智恵里、加藤憲史郎
- すくすくぽん!SP 夏の自由研Q大作戦！（2019年8月24日）

出演：ニッチェ、チャンカワイ
- すくすくぽん!SP すくぽんドリームチャレンジ2021（2021年9月11日）

出演：ビビる大木、敦士、辻本達規（BOYS AND MEN）
- すくすくぽん!SP 見たい!知りたい!やってみたい!すくぽん調査隊（2020年9月19日）

出演：金子貴俊、近藤くみこ（ニッチェ） 、向井慧（パンサー）